# 五毛通
五毛通（ごもうどおり）は兵庫県神戸市灘区の町名の一つで、同区西部にある大字五毛（旧・五毛村）から名づけられた。東は篠原北町、南と西の南部は薬師通、西の北部と北は高尾通。東から順に一～四丁目が存在する。
令和2年国勢調査（2020年10月1日）における世帯数464、人口1,157、うち男性525人、女性632人。郵便番号：657-0814。